# Condado de Amite
O Condado de Amite é um dos 82 condados do estado norte-americano do Mississippi. A sede de condado é Liberty e a sua maior cidade é Gloster.
O condado tem uma área de 1896 km² (dos quais 5 km² estão cobertos por água), uma população de 13 599 habitantes, e uma densidade populacional de 7 hab/km² (segundo o censo nacional de 2000). O condado foi fundado em 1809 e recebeu o seu nome a partir da palavra em língua francesa Amitié (amizade).

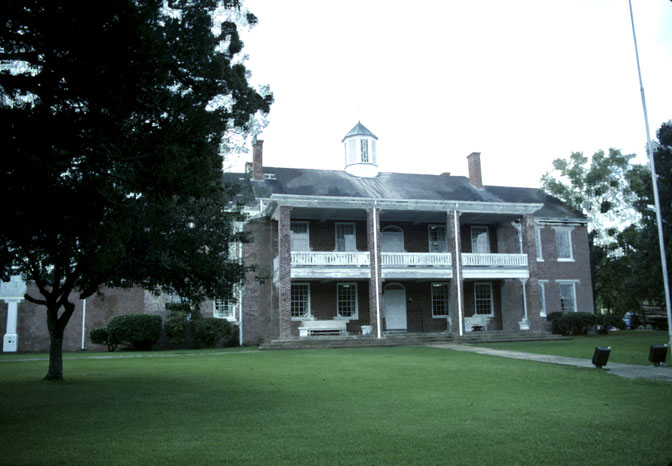
Tribunal do condado de Amite em Liberty, Mississippi